# Günther Kissel
Günther Kissel (* 26. Dezember 1916 in Solingen; † 19. Februar 2011 ebenda) war ein deutscher Bauunternehmer, der wegen seiner rechtsextremen politischen Ansichten und seiner Holocaustleugnung umstritten war.

## Der Bauunternehmer
1945 trat Günther Kissel in die von seinem Großvater 1888 gegründete Baufirma ein, in der er selbst eine Maurerlehre gemacht hatte, und nannte sie „Kissel-Rapid“. Er baute das Unternehmen weiter aus, das schließlich bundesweit tätig war und zuletzt rund 30 Millionen Euro Umsatz im Jahr machte. Außerdem gründete er weitere Unternehmen, wie eine Immobilienverwaltung, die „Kissel-Heimbau“ für Belange rund um das Eigenheim sowie ein Unternehmen zur Immobilienprojektentwicklung, die alle unter „Kissel-Gruppe“ firmieren.
Als Unternehmer war Kissel anerkannt und respektiert, wenn auch widersprüchlich in seinen unternehmerischen Entscheidungen. 27 Jahre lang war er Obermeister der Solinger Bau-Innung. Ab den 1970er Jahren baute er mehrere Seniorenanlagen in Solingen. Obwohl er durch ausländerfeindliche Aussagen auffiel, hatte über die Hälfte seiner Mitarbeiter keine deutsche Nationalität, und seine Firma erstellte die DITIB-Merkez-Moschee in Duisburg-Marxloh, was wiederum Unmut in rechten Kreisen erregte.
1989 boykottierten Vertreter der Stadt Solingen die Taufe einer von Kissel erbauten Seniorenanlage in Solingen-Merscheid, weil er sich geweigert hatte, eines der Häuser nach der israelischen Partnerstadt Nes Ziona zu benennen. Trotz dieser „Irritationen“, wie er es nannte, hielt der Bundestagsabgeordnete der CDU, Bernd Wilz, die Festrede. Die Stadt hingegen musste sich öffentlich rechtfertigen, weil sie dem rechtsextremen Kissel den Zuschlag für den Ausbau der Geschwister-Scholl-Schule erteilt hatte.
Kissel starb im Alter von 94 Jahren und wurde auf dem Friedhof an der Dorper Kirche beerdigt, die sein Vater erbaut und die er selbst mit Spenden unterstützt hatte. Die Trauerfeier erfolgte unter Polizeischutz. Es kam jedoch nicht zu befürchteten Zwischenfällen durch antifaschistische Demonstranten.

## Politische Ansichten
Am Zweiten Weltkrieg nahm Günther Kissel als Offizier der Wehrmacht teil und wurde an der Ostfront schwer verletzt. Die Kriegsniederlage und anschließende Anfeindungen konnte er niemals verwinden, was dazu führte, dass er bis zu seinem Tod extreme rechte politische Ansichten vertrat. 
Aus seiner politischen Gesinnung machte Kissel kein Hehl und propagierte sie öffentlich. Anlässlich seines 65. Geburtstags ließ er eine Denkschrift verteilen, in der er die Gräueltaten der Nationalsozialisten zu relativieren versuchte und einen zu hohen Ausländeranteil in Deutschland beklagte. Er setzte sich für den verurteilten KZ-Aufseher Gottfried Weise ein, lud den Holocaustleugner David Irving zu Vorträgen ein und trat im hohen Alter noch „Pro NRW“ bei. Kissel soll nach Recherchen des Sozialwissenschaftlers Alexander Häuser auch Mitglied des extrem rechten Witikobunds und Teilnehmer der von dem späteren NPD-Mitglied Hans-Ulrich Pieper ausgerichteten Düsseldorfer Herrenrunde gewesen sein.
Kissel finanzierte zahlreiche Projekte des rechtsextremen Politikspektrums, so etwa den von Horst Mahler unterstützten Verein zur Rehabilitierung der wegen Bestreitens des Holocaust Verfolgten und die rechtsextreme Vereinigung Collegium Humanum. Große Geldsummen spendete er dem Verein Gedächtnisstätte, der im sächsischen Borna eine „Gedenkstätte für die Opfer des Zweiten Weltkrieges durch Bomben, Verschleppung, Vertreibung und Gefangenenlager“ errichten wollte, die ausschließlich an zivile deutsche Kriegsopfer erinnern soll. Nach einem Urteil des Landgerichts Wuppertal aus dem Jahre 1997 durfte Günther Kissel ungestraft als „Auschwitzleugner“ und „Volksverhetzer“ bezeichnet werden. 2002 wurde Kissel in Weimar von dem zur Verlagsgesellschaft Berg gehörenden Druffel-Verlag, der vom Verfassungsschutz als rechtsextrem eingestuft wird, mit der Helmut-Sündermann-Medaille geehrt.
Nach dem Mordanschlag von Solingen am 29. Mai 1993 kam es zu Boykottaufrufen gegen Kissel, weil er sich verharmlosend darüber geäußert hatte („Türkenbrand mit Todesfolge“), und er zog sich aus der Öffentlichkeit zurück. Seinen 90. Geburtstag feierte er mit zahlreichen ihm gleichgesinnten Gästen. Die Laudatio hielt Verleger Gert Sudholt, früherer Vorsitzender der holocaustleugnenden Gesellschaft für freie Publizistik (GfP) und Eigentümer der Verlagsgesellschaft Berg, in der Bücher und Broschüren mit rechtsextremem Inhalt erscheinen. Als bekannt wurde, dass auch Oberbürgermeister Franz Haug, der SPD-Fraktionschef im Solinger Rat, Ernst Lauterjung, und andere Solinger Politiker dieser Feier beiwohnen würden, kam es zu massiven Bürgerprotesten in der Stadt, zumal Kissel seiner Geburtstagseinladung ein 39-seitiges Manuskript einer geplanten Rede beigelegt hatte, in der er Deutschlands Kriegsschuld bestritt und den Holocaust relativierte („vielleicht nur 500.000 Juden“). Die Politiker mussten sich anschließend für ihren Besuch rechtfertigen. Die öffentlichen Vorwürfe endeten erst, als sich der Stadtrat mit einer Resolution von Kissels Rede, die er allerdings nicht gehalten hatte, distanzierte.
Anlässlich seines 90. Geburtstages hatte Günther Kissel um Spenden für die Initiative Rettung Dorper Kirche gebeten. Als dem Vorsitzenden der Initiative, Axel Heibges, und dem Gemeindepastor Joachim Römelt der Wortlaut von Kissels Geburtstagsrede bekannt wurde, schrieben sie ihm einen Brief, in dem sie sich von seinen Positionen klar distanzierten und ihm anheimstellten, sie wieder auszuladen. Sie nahmen nicht an der Geburtstagsfeier teil und boten an, die Spenden zurückzuerstatten.

## Publikationen
- Meine Sorge um Deutschland. Kritische Gedanken eines Unternehmers und Zeitzeugen, Eigenverlag Solingen 2003